# مارفل ضد كابكوم: كلاش أوف سوبر هيروس (لعبة فيديو)
مارفيل ضد كابكوم: كلاش أوف سوبر هيروس (بالإنجليزية:Marvel vs. Capcom: Clash of Super Heroes) (باليابانية:マーヴル VS. カプコン クラッシュ オブ スーパーヒーローズ)، هي لعبة إلكترونية من نمط القتال والمبارزة تلعب لشخصان، أنتجت من قبل شركة كابكوم سنة 1998م، والتي تجمع بين شخصيات مارفيل كومكس وشخصيات من كابكوم.
من ضمن شخصيات كابكوم الشهيرة وهم:
- ميجا مان.
- ستريدر هيريا.
- ريو (ستريت فايتر).
- تشان لي.
- موريغان.
- كابتن كوماندو.
- جين ساوتوم.

وغيرهم
أما شخصيات مارفيل ومنهم:
- وولفرين.
- الرجل العنكبوت.
- الرجل الأخضر.
- كابتن أمريكا.
- غامبيت
- ثور (مارفل كومكس).
- ستورم.

وغيرهم
مارفل ضد كابكوم: كلاش اوف سوبر هيرو Marvel vs. Capcom: Clash of Super Heroes
لعبة مارفل ضد كابكوم: كلاش اوف سوبر هيرو هي لعبة قتال متقاطعة تم تطويرها ونشرها بواسطة كابكوم. كما إنها الدفعة الثالثة في سلسلة مارفل ضد كابكوم، والتي تضم شخصيات من امتيازات ألعاب الفيديو كابكوم وشخصيات من مارفل كومكس. ظهرت اللعبة لأول مرة في الأروقة اليابانية وأمريكا الشمالية في عام 1998. وتم نقلها إلى دريم كاست في عام 1999 وإلى بلاي ستيشن في عام 2000. وأعيد إصدار اللعبة في عام 2012 لجهاز بلاي ستيشن 3 وإكس بوكس 360 كجزء من مجموعة لعبة مارفل ضد كابكوم.
يختار اللاعبون فريقاً من الشخصيات من عوالم مارفل وكابكوم للانخراط في القتال ومحاولة القضاء على خصومهم. على عكس الإدخال السابق للسلسلة مارفل سوبر هيروز ضد ستريت فايتر، تتميز اللعبة بشخصيات من العديد من امتيازات ألعاب الفيديو كابكوم، بدلاً من شخصيات ستريت فايتر. في حين أن طريقة اللعب متطابقة إلى حد كبير مع سابقتها، تتميز كلاش اوف هيرو بتغييرين متميزين: إزالة نظام مساعدة الشخصية التقليدي وإدخال هجوم (فايربل كروس).
تمت الإشادة بإصدار دريم كاست للعبة بسبب صورها وطريقة اللعب وترجمة تجربة الممرات الأصلية. بالنسبة لإصدار بلاي ستيشن، أزال كابكوم معارك فريق العلامات بسبب سعة ذاكرة الوصول العشوائي المحدودة لوحدة التحكم في محاولة للحفاظ على سرعة اللعبة الرئيسية وتكامل الرسوم. وبالتالي تلقى منفذ بلاي ستيشن مراجعات أقل إيجابية قليلاً من إصدار دريم كاست. تم إصدار تكملة، مارفل ضد كابكوم: عصر الأبطال الجديد في عام 2000.

## طريقة اللعب
مارفل ضد كابكوم: كلاش اوف سوبر هيرو هو الإدخال الثالث في سلسلة مارفل ضد كابكوم لألعاب القتال ثنائية الأبعاد. تستخدم اللعبة ميكانيكا لعبة جماعية مماثلة لتلك التي سبقتها، مارفل سوبر هيرو ضد ستريت فايتر. قبل بدء كل مباراة، يختار اللاعب فريقاً من مقاتلين للتنافس في قتال واحد لواحد. يتمتع اللاعب بحرية التبديل بين شخصياته في أي وقت أثناء المعركة. بينما تقاتل إحدى الشخصيات، يستريح زميلهم في الفريق خارج الشاشة وببطء يجدد مقياس حياتهم. الفريق الأول الذي يستنفد حيوية خصمه يفوز بالمباراة؛ ومع ذلك، إذا انتهى الوقت قبل خروج أي من الفريقين، فسيتم إعلان اللاعب صاحب أكبر صحة متبقية هو الفائز. تُقدم لعبة كلاش اوف سوبر هيرو تغييرين هامين في طريقة اللعب من مارفل سوبر هيرو ضد ستريت فايتر. تُزيل اللعبة ميزة "المساعدة المتغيرة" المستخدمة في الإصدار السابق، والتي تسمح للاعب باستدعاء زملائه في الفريق خارج الشاشة لتنفيذ هجوم خاص لصالح نظام "شخصية الضيف "الشريك الخاص". بينما تتشابه في الوظيفة، يتم تخصيص شخصيات الضيف بشكل عشوائي لكل لاعب في بداية المباراة. كما أنها تقتصر على عدد قليل من الاستخدامات في كل جولة.
تقدم لعبة كلاش اوف سوبر هيرو تقنية جديدة تسمى «التقاطع المتغير» والمعروفة أيضاً باسم «هجوم الثنائي الجماعي». عند تنفيذ «عرض متغير» يمكن للاعب مهاجمة خصمه بكلا الشخصيتين في وقت واحد لفترة محدودة.  بالإضافة إلى ذلك، يُمنح اللاعب استخداماً غير محدود لـ «هايبر كومبو غاوغي» (وهو مقياس ملون باتجاه الجزء السفلي من الشاشة يسمح للاعب بأداء العديد  من التقنيات الخاصة) مما يسمح له بسحب حركات هايبر كومبو المتعددة، والتي تسبب أضرارا جسيمة  للخصم، في تتابع سريع.

### الأوضاع
إصدار دريم كاست من مارفل ضد كابكوم: كلاش اوف سوبر هيرو يتضمن خمسة أوضاع للعبة: التدريب، المقابل، الممر، الإقتراب، النجاة. في وضع الآركيد، يجب على اللاعب هزيمة العديد من الفرق التي يتحكم فيها الذكاء الاصطناعي للوصول إلى شخصية الزعيم النهائي اونسلوفت (وهي شخصية من سلسلة الكتب المصورة إكس مان) عند الانتهاء، يرى اللاعب نهاية سينمائية فريدة لكل مقاتل يمكن تشغيله. في المقابل، يمكن للاعبين اختيار شخصياتهما ومستوى الإعاقة والمراحل قبل التنافس ضد بعضهما البعض في المعركة محلياً. يمكن للاعب ممارسة الحركات والمجموعات في وضع التدريب، حيث يمكنه أيضاً ضبط إعدادات معينة، مثل صعوبة الذكاء الاصطناعي، وعدد الأشرطة المتوفرة في «هايبر كومبو غاوغي». في وضع البقاء على قيد الحياة، يقاتل اللاعب من خلال موجات من الأعداء بحد زمني؛ بالإضافة إلى ذلك، يتم نقل مقياس حياة اللاعب خلال كل جولة. يسمح وضع الإقتراب لأربعة لاعبين بالتنافس في نفس الوقت في مباراة ثنائية ضد اثنين.  بدلاً من كروس فيفر، يتميز إصدار بلاي ستيشن بوضع خاص يسمى كروس أوفر (هو الوضع الوحيد في منفذ بلاي ستيشن الذي يسمح بلعب الفريق، والذي تمت إزالته بسبب سعة ذاكرة الوصول العشوائي المحدودة لوحدة التحكم.

### الشخصيات القابلة للعب
راجع أيضاً: الشخصيات في سلسلة كارفل ضد كابكوم
| شخصيات مارفل                                              | شخصيات كوبكوم                                                                   |
| كابتن امركا غامبيت هولك سبايدر مان فينوم وور ماشين ولفرين | كابتن كوماندو شون لي جين ساوتوم ميغا مان موريغن انسلاند ريو سترايدر هيرو زانغيف |
| --------------------------------------------------------- | ------------------------------------------------------------------------------- |

لعبة مارفل ضد كابكوم: كلاش اوف سوبر هيروس تضم قائمة من 15 مقاتلاً قابلاً للعب. على عكس مارفل سوبر هيرو ضد ستريت فايتر والتي اقتصرت على شخصيات من سلسلة ستريت فايتر، تستخدم كلاش اوف سوبر هيرو شخصيات من امتيازات ألعاب فيديو كابكوم الأخرى، مثل دارك ستيلرز وميغا مان و سترايدر. تضم اللعبة 20 شخصية ضيف غير قابلة للعب، مأخوذة من عوالم مارفل وكابكوم والتي تُستخدم للدعم أثناء المعركة.
تشمل شخصيات الضيوف من مارفل كومكس (كلوسوس، سيكلوب، آيس مان، جوبلي، جوغرنت، ماغنتو، بسيلوك، روغو، سنتاينل، ستروم، ثور، يو أس إيجنت) بينما يضم من جانب كابكوم (آرثر من غوستس غوبلن، وأنيتا من دارك ستيلر، و شارلي مثل شادو من ستريت فايتر، ودفيلوت من سايبربوت: فول ميتال ماد نيس، ولو من ثري ويندروز، ومايكل هارت من ليغندري وينغز، وبور وفور من أدفنتور كويز: عالم كابكوم 2، وتون بو من سترايدر، والجندي المجهول من العالم المنسي، وساكي أوموكان من كويز ناناريو دريمز).
تحتوي القائمة أيضاً على ستة أحرف سرية، يتم الوصول إليها عن طريق إدخال الرموز على شاشة اختيار الشخصية. معظم الشخصيات السرية عبارة عن لوحات تبادل للمقاتلين الحاليين بخصائص مجموعة نقل مختلفة، مثل سيدة الظلال، نسخة معدلة من شون لي. الاستثناء الوحيد لهذا الاتجاه هو رول من سلسلة ميغا مان، التي لديها نقوش متحركة فريدة، ولكنها تشترك في الغالب في نفس الحركات مثل ميغا مان.

## التطوير والإصدار
لعبة مارفل ضد كابكوم كلاش اوف سوبر هيرو تم تطويرها في الأصل للوحة نظام أركيد نظام سي بي 2. تم الكشف عن منفذ دريم كاست المباشر من قبل جمعية برامج الكمبيوتر الترفيهية في معرض طوكيو للألعاب عام 1998. أضاف إصدار دريم كاست وضع اللعبة الجديد، كروس فيفر، والذي سمح باللعب لأربعة لاعبين. تلقت اللعبة لاحقاً منفذ بلاي ستيشن. ومع ذلك، تتطلب قيود ذاكرة الوصول العشوائي الخاصة بوحدة التحكم من المطور إزالة ميزات معينة، وأبرزها عنصر فريق علامة اللعبة؛ وبالتالي، اقتصرت معظم أوضاع اللعبة على المعارك المكونة من حرفين، بدلاً من أربعة. أدى هذا إلى تقليل الشخصية الثانوية للاعب إلى دور مساعد، على غرار شخصيات الضيف. للتغلب على القيود، كان على إصدار بلاي ستيشن تنفيذ وضع لعب جديد يسمى كروس أوفر.
يسمح وضع كروس أوفر باللعب الجماعي عن طريق إجبار اللاعبين على القتال مع فرق متطابقة. على سبيل المثال، إذا اختار اللاعب 1 سبايدر مان واختار اللاعب 2 ريو، فسيتم تحديد ريو وسبايدر مان تلقائياً كشخصيتين ثانويتين للاعب 1 و 2 على التوالي. أضافت اللعبة أيضاً معرضاً فنياً، حيث يمكن للاعبين مشاهدة فن اللعبة والرسوم المتحركة المنتهية. تم أيضاً حذف العديد من إطارات الرسوم المتحركة نتيجة لعدم كفاية ذاكرة الوصول العشوائي، خاصة في الرموز المتحركة ذات الأحرف الكبيرة.
لعبة مارفل ضد كابكوم: كلاش اوف سوبر هيرو ظهرت لأول مرة في ألعاب الأروقة اليابانية وأمريكا الشمالية في عام 1998. تم إصدار اللعبة على دريم كاست في 25 مارس 1999 في اليابان و7 أكتوبر في أمريكا الشمالية. تم إصدار نسخة أوروبية من دريم كاست، والتي نشرتها فيرجن إنتراكتف، في 23 يونيو 2000. تم نقل اللعبة إلى بلاي ستيشن في 11 نوفمبر 1999 في اليابان، حيث تم تغيير اسمها إلى مارفل ضد كابكوم كلاش اوف سوبر هيروز إصدار إي إكس.
تلقت أمريكا الشمالية وأوروبا إصدار بلاي ستيشن لاحقاً في يناير 2000. تم إصدار نسخة عالية الدقة من اللعبة، جنباً إلى جنب مع مارفل سوبر هيرو، كجزء  من مجموعة مارفل مقابل أصول كابكوم. سعت المجموعة التي تم إنشاؤها باستخدام آركيد قراءة الذاكرة فقط (آر أو إم)، إلى الحفاظ على تجربة اللعب الأصلية، مع إضافة ميزات جديدة مثل تعدد اللاعبين عبر الإنترنت، والتحديات وحفظ إعادة التشغيل. تم إصداره من خلال شبكة بلاي ستيشن في 25 سبتمبر في أمريكا الشمالية و10 أكتوبر 2012 في أوروبا. تم إصدار نسخة إكس بوكس لايف وأركاد في جميع أنحاء العالم في 26 سبتمبر. بعد انتهاء الصلاحية الواضح لعقود ترخيص كابكوم مع مارفل كومكس في عام 2013، تمت إزالة مارفل مقابل أصول كابكوم من المتاجر عبر الإنترنت في ديسمبر 2014. في يونيو 2020، تم تضمين مارفل ضد كابكوم في خزانة آركيد 1 أب جنباً إلى جنب مع ألعاب أخرى مثل مارفل سوبر هيروز ضد ستريت فايتر وإكس مان ضد ستريت فايتر.

### التسويق
أنتجت توي بيز مجموعة من شخصيات الحركة للمساعدة في الترويج للعبة، والتي تتكون من أربع شخصيات بعبوتين، كل منها تتميز بشخصية مارفل واحدة وشخصية كابكوم.  
تتكون المجموعتان من كابتن أمريكا وموريجان، وور ماشين وميجا مان، وسبايدر مان وسترايدر هيريو، وفينوم وكابتن كوماندوز.
| استقبال |        |
| استقبال |        |
| --- | ------ |
| مجموع النقاط المجموع نقاط غيم رانكينغز 80% [ 31 ] نتائج المراجعة نشرة نقاط أدفنشر غيمرز 9/10 [ 32 ] أول غيم [ 33 ] يورو غيمر 8/10 [ 34 ] فاميتسو 33/40 [ 35 ] غيم إنفورمر 7.5/10 [ 36 ] غيم ريفولوشن B [ 37 ] غيمفان 71% [ 38 ] غيم برو [ 39 ] غيم سبوت 5.8/10 [ 40 ] غيم سباي 7.5/10 [ 41 ] آي جي إن 7.5/10 [ 42 ] آي جي إن الشرق الأوسط 8.8/10 [ 43 ] مجلة بلاي ستيشن الرسمية (أستراليا) [ 44 ] بي.إس.إم.3 true |        |
| مجموع النقاط |        |
| المجموع | نقاط   |
| غيم رانكينغز | 80%    |
| نتائج المراجعة |        |
| نشرة | نقاط   |
| أدفنشر غيمرز | 9/10   |
| أول غيم | [ 33 ] |
| يورو غيمر | 8/10   |
| فاميتسو | 33/40  |
| غيم إنفورمر | 7.5/10 |
| غيم ريفولوشن | B      |
| غيمفان | 71%    |
| غيم برو | [ 39 ] |
| غيم سبوت | 5.8/10 |
| غيم سباي | 7.5/10 |
| آي جي إن | 7.5/10 |
| آي جي إن الشرق الأوسط | 8.8/10 |
| مجلة بلاي ستيشن الرسمية (أستراليا) | [ 44 ] |
| بي.إس.إم.3 | true   |

## استقبال
في اليابان، أدرجت غيم ماشين لعبة مارفل ضد كابكوم: كلاش اوف سوبر هيرو في عددها الصادر في الأول من أبريل 1998 باعتبارها ثاني أكثر ألعاب الآركيد نجاحاً لهذا العام. مارفل ضد كابكوم كلاش اوف سوبر هيرو تلقت تقييمات «مواتية» على كل من دريم كاست وبلاي ستيشن وفقاً لتجميع المراجعة لموقع تصنيفات اللعبة. عند إصدارها على دريم كاست، تلقت مارفل ضد كابكوم: كلاش اوف سوبر هيرو تقييمات إيجابية لجودة الرسوم المتحركة وسرعة اللعب. أشادت غيم إنفورمر باللعبة بسبب «الرسوم المتحركة السلسة والتأثيرات واللعب بسرعة البرق»، بالإضافة إلى ذلك، أشادت المجلة بنسخة دريم كاست لكونها ترجمة «خالية من العيوب» لإصدار الممرات الأصلي. أشاد جيف جيرستمان من غيم سبوت أيضاً بالمشاهد والقتال، مشيراً إلى أنه «كل ما تتوقعه من مقاتل مبهرج للغاية». من ناحية أخرى، شعرت غيم ريفولوشن أن كلاش اوف سوبر هيرو تفتقر إلى العمق. انتقد الموقع منفذ دريم كاست لعدم إضافة أي ميزات جديدة بشكل ملحوظ من إصدار أركد. في اليابان، منحها فاميتسو درجة 33 من أصل 40. تلقى منفذ بلاي ستيشن مراجعات مختلطة أكثر قليلاً من نظيره في دريم كاست.
أخطأ جيرستمان بشدة في اللعبة لإزالة معارك فريق العلامة. وادعى أنه بينما كان لديه «نفس الحركات مثل اللعبة الأصلية.. القذيفة المحيطة بتلك التحركات كانت مختلفة تماما». وصف دوجلاس سي بيري من آي جي إن إصدار بلاي ستيشن بأنه «لعبة متوسطة»، مشيداً بطريقة اللعب وجاذبيتها الدائمة، بينما ينتقد اختياره لأساليب القتال والموسيقى التصويرية. أشادت غيم برو بالمطور لاتخاذ قرار بإزالة الميزات من أجل الحفاظ على السرعة والتكامل الرسومي للعبة دون زيادة التحميل على النظام؛ ومع ذلك، ما زالوا يوصون بنسخة دريم كاست فوقها.

## تكملة
المقال الرئيسي: مارفل ضد كابكوم 2: عصر الأبطال الجديد
تتمة لـ مارفل ضد كابكوم: كلاش اوف سوبر هيرو تم الإعلان عنه بواسطة كابكوم في 1 ديسمبر 1999، بعنوان مارفل ضد كابكوم 2: عصر الأبطال الجديد، تم تطويرها في البداية من أجل لوحة سيغا ناومي آركيد، وهي أول محاولة لكابكوم في لعبة قتالية خارج أنظمة أجهزة نظام الكمبيوتر 2 ونظام الكمبيوتر 3.
وهي تتميز بالعديد من التغييرات الهامة في أسلوب اللعب من كلاش اوف سوبر هيرو، مثل معارك فريق العلامات ثلاثة على ثلاثة، ونظام جديد لمساعدة الشخصيات، ونظام تحكم أكثر بساطة. تتضمن لعبة مارفل ضد كابكوم 2 أيضاً قائمة تضم 56 مقاتلاً قابلين للعب، تستقطب العديد من الشخصيات من ألعاب القتال السابقة المرخصة لشركة كابكوم من مارفل. بعد إصدارها في الأروقة اليابانية في عام 2000، تلقت اللعبة منافذ إلى أجهزة دريم كاست وبلاي ستيشن 2 وبلاي ستيشن 3 وإكس بوكس وإكس بوكس 360 وآي أو إس على مدار اثني عشر عاماً.

## وصلات خارجية
مارفل ضد كابكوم: كلاش اوف سوبر هيرو في موبي غيمز
مارفل ضد كابكوم: صراع الأبطال الخارقين في قائمة ألعاب الفيديو القاتلة
- Marvel vs. Capcom guide في موقع ستراتيجي ويكي
- Marvel vs. Capcom hints, cheats, FAQs & walk-throughs